# Arcont (superordre)

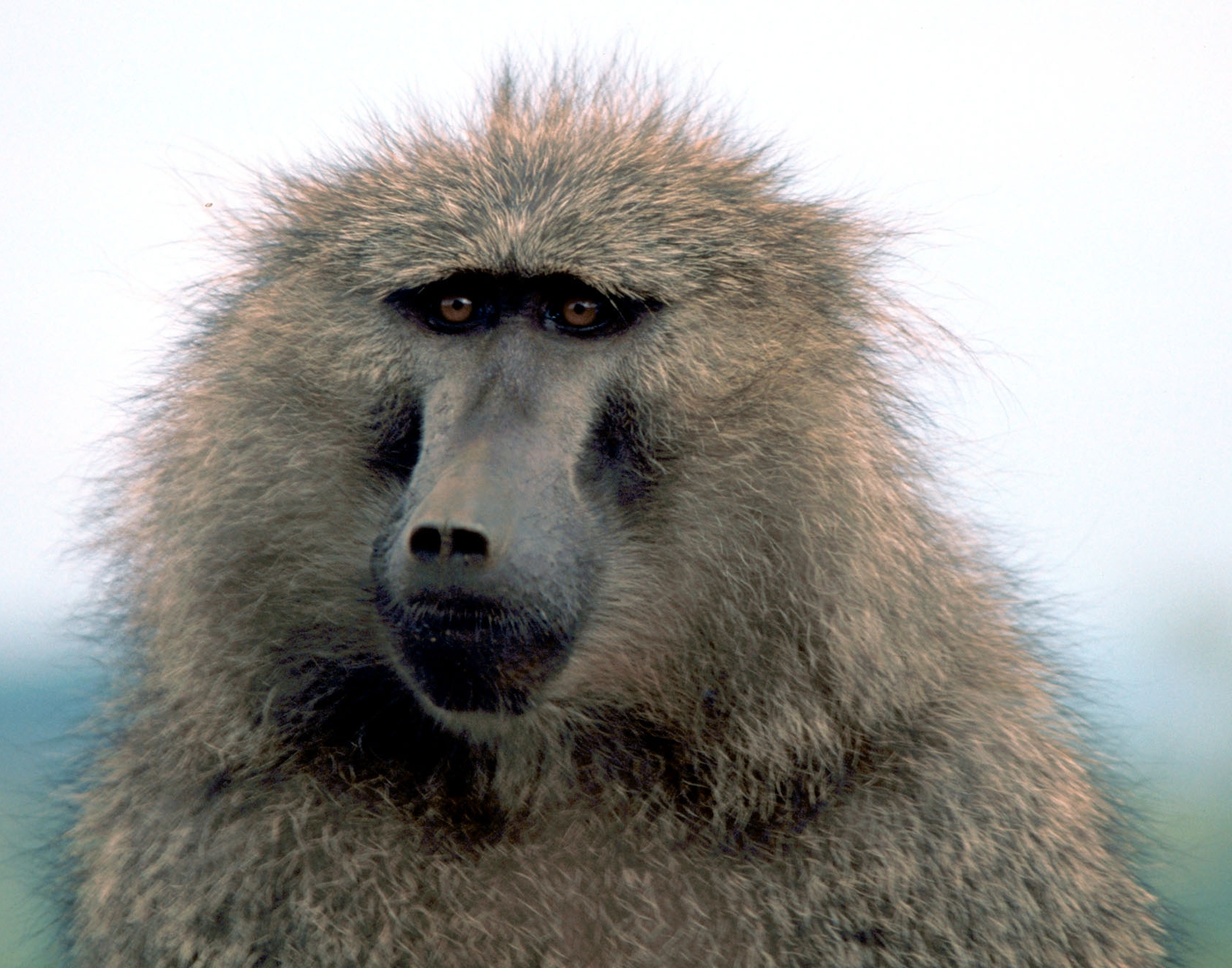
Papió anubis

Els arconts (Archonta) són un grup de mamífers considerat un superordre en algunes classificacions.
Archonta consta dels següents ordres:
- Primates
- Plesiadapiformes (extint)
- Scandentia (tupaias)
- Dermoptera (colugos)
- Chiroptera (ratapinyades)

L'anàlisi genètica ha suggerit que els ratpenats no estan tan estretament relacionats amb els altres grups com prèviament es creia. S'ha proposat, com a revisió, la categoria Euarchonta, que exclou els ratpenats.